# Bunuri mobile din domeniul istorie clasate în patrimoniul cultural național al României aflate în județul Vrancea
Acestă listă conține bunurile mobile din domeniul istorie clasate în Patrimoniul cultural național al României aflate la momentul clasării în județul Vrancea.

## Tezaur
| Foto | Informații generale         | Detalii tehnice | Descriere | Deținător               | Legături |
| ---- | --------------------------- | --- | --- | ----------------------- | -------- |
|      | Tunică de ofițer            | Datare: A doua jum. a sec.XIX Școală: Atelier neidentificat Descoperit: jud. Vrancea, Focșani Dimensiuni: Ltunică: 660 mm;LAtunică:450 mm;Lmânecă: 600 mm; Lpantaloni:980 mm. Material: Uniformă din postav și stofă, cusută; broderie aplicată din fir metalic;nasturi din metal | Uniformă de maior de artilerie din timpul Războiului de Independență din 1877-1878. Uniforma cuprinde: tunică și pantaloni. Tunica: din postav maro, căptușită cu satin negru la poale și cu satin alb pe piepți, spate și mâneci; pe gulerul din catifea neagră sunt însemnele artileriei brodate cu fir auriu: o grenadă cu bombă și flăcări în șapte vârfuri; pe umeri galonul gradelor din fir auriu; pe margini este tivită cu stofă roșie; manșetele sunt din catifea neagră, tivită cu stofă roșie și fir auriu. Are două rânduri a câte 7 nasturi (6 lipsă) metalici, galbeni, simpli, pe piept și pe spate, central 6 nasturi. Pantalonii sunt din stofă neagră, cu lămpaș din stofă roșie. | Muzeul Vrancei, Focșani | Cimec    |
|      | Vas-cupă                    | Datare: Primul sfert al sec.XX Școală: Atelier neidentificat Descoperit: jud. București, București Dimensiuni: Î:200 mm; Dgură:98 mm; Dbază:80 mm; Tl:800%o; G: 265,50 Material: Prelucrat din argint prin turnare; ornamentare prin gravare și cizelare                          | Vasul-cupă are corpul înalt, evazat spre partea superioară, iar baza plată, ușor evazată, de formă circulară. Pe partea inferioară a bazei și pe marginea piciorului s-au gravat motive vegetale: frunze de stejar prinse în buchete de câte trei. Pe corpul central, sub 2 arcade, s-a amplasat inscripția pe una din fețe și monograma timbrată de o coroană regală pe cealaltă față. Sub monogramă s-a inscripționat data. În spațiile superioare dintre arcade s-au gravat ornamente vegetale: ramuri de stejar. Forma înaltă, decorul fin, conferă piesei o eleganță sobră. Vasul-cupă a aparținut generalului Arghirescu și a fost obținut cu ocazia unui concurs sportiv din timpul studiilor militare făcute în Germania. | Muzeul Vrancei, Focșani | Cimec    |
|      | Masă cu scară de bibliotecă | Datare: Prima jumătate a sec. XIX Școală: Atelier neidentificat Descoperit: București Dimensiuni: I:650 mm; L:1200 mm; LA:700 mm; Lscară:1800 mm. Material: lemn asamblat;furniruit și lustruit; intarsiat cu furnir gălbui;ornamente sculptate și aplicate                       | Masă cu blatul plat, de formă dreptunghiulară, cu centură foarte lată, care adăpostește în interior scara. Blatul cu colțurile rotunjite este placat cu furnir de culoarea mahonului. Marginile platoului, pe față și pe spate, au un chenar cu decorație florală intarsiată cu furnir de culoare gălbuie. Blatul este rabatabil și este prins la unul din capetele înguste ale centurii cu 2 balamale fine, din metal. Central, pe față și spate câte un medalion din furnir gălbui. Pe lățimea centurii, în interior, la jumătatea lățimii, s-a montat scara care este formată din 2 bucăți ce se pliază în interior cu ajutorul a 2 balamale. Este formată din 9 trepte învelite în pluș verde. Are mâna curentă din baghete decorate cu motive vegetale. Centura este tăiată în acolade pe muchia inferioară, care este festonată cu rămițe sculptate din lemn, de culoare neagră. Pe partea interioară sunt decorate cu motive intarsiate, iar pe cele trei fețe cu câte un medalion sculptat, montat între alte 2 medalioane decupate din metal alb(argint?) aplicate. Masa se spijină pe 4 picioare din lemn, galbate. Capetele superioare conțin sculpturi din lemn vopsit negru și care continuă și pe colțul rotunjit al centurii. Utilizat ca masă cu scară pentru bibliotecă. | Muzeul Vrancei, Focșani | Cimec    |
|      | Costum de diplomat          | Datare: Ultimul sfert al sec.XIX Școală: Atelier neidentificat Descoperit: jud. București, București Dimensiuni: L=11oo mm;I (la poale)=500 mm; L maneca=650 mm. Material: Din stofă; cusut; brodat cu fir auriu; nasturi din metal, turnați și gravați                           | Fracul a aparținut lui Duiliu Zamfirescu. Fracul este din stofă bleumarin, are pe piepți, pe manșete, pe clapele buzunarelor și pe guler, broderie lucrată cu fir auriu, reprezentând motive vegetale - frunze de stejar și laur. Pe marginea piepților și până la spate este tivit cu galon din fir auriu. Are 11 nasturi mari, dispuși: 9 în față și 2 în spate și câte 2 nasturi mici la fiecare manșetă. Pe nasturi este imprimată stema României, model 1872, cu modificările de după 1881. Pe scutul cartelat sunt reprezentate simbolurile Tării Românești (acvila cruciată și încoronat); Moldovei (capul de zimbru cu o stea cu șase raze, flancat de o lună crai nou); Olteniei și al țărmurilor Mării Negre. Scutul este timbrat de o coroană regală susținută de doi lei. Pe eșarfă deviza "Nihil sine Deo". | Muzeul Vrancei, Focșani | Cimec    |